# Excalibur

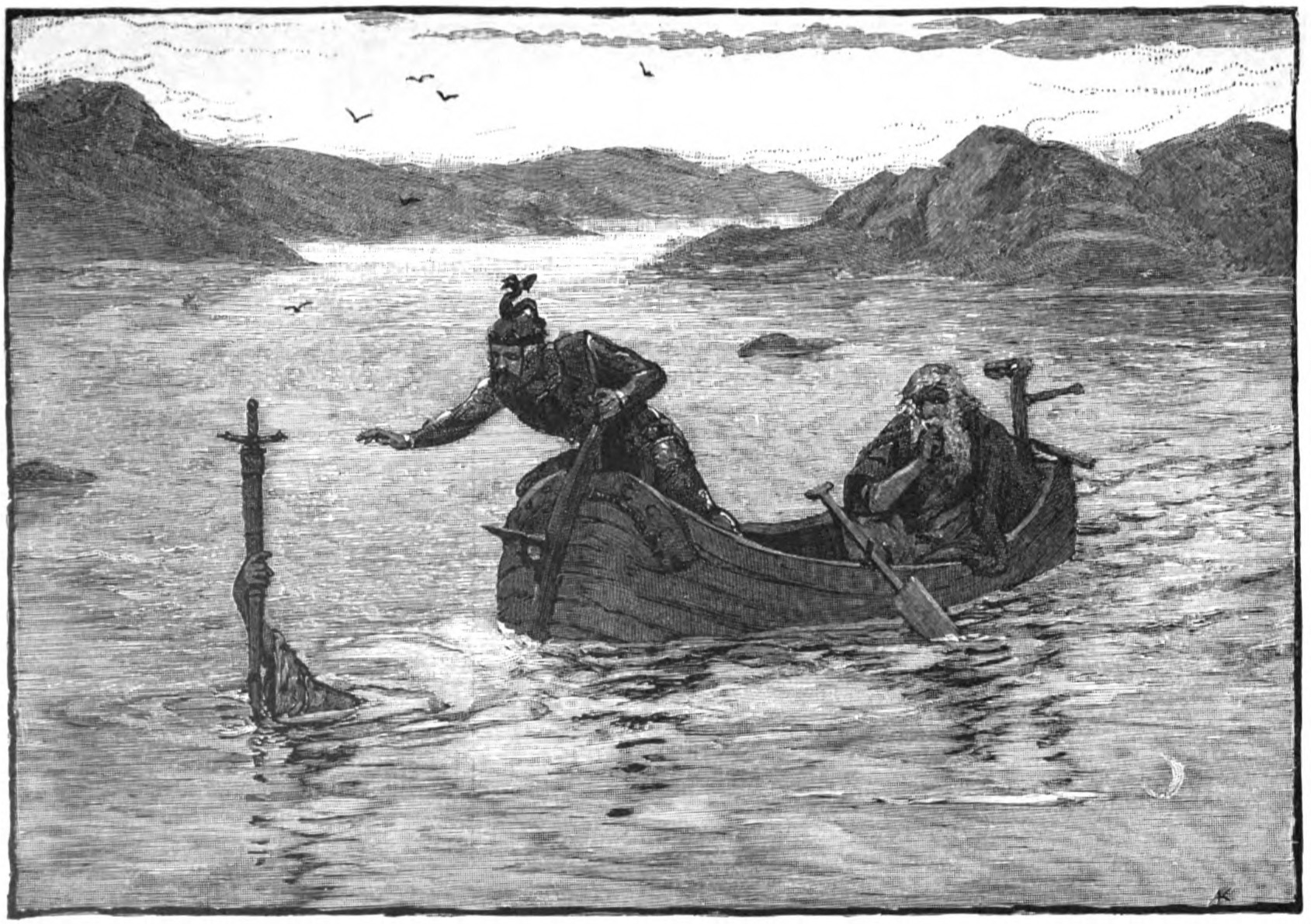
A Dama do Lago oferecendo a Arthur a espada Excalibur.

Excalibur  é a lendária espada do Rei Artur nas histórias do Ciclo Arturiano da Matéria da Bretanha, à qual às vezes são atribuídos poderes mágicos ou está associada à soberania legítima da Grã-Bretanha. A espada foi associada com a lenda Arturiana muito cedo. Em galês, a espada é chamada Caledfwlch; no dialeto da Cornualha, a espada é chamada Calesvol; em Bretão, Kaledvoulc'h; e em latim, Caliburnus.
As lendas sobre o rei Arthur incluem duas espadas diferentes. Uma é a "Espada na Pedra" que, como indica o nome, estava cravada numa pedra (ou bigorna) e é retirada por Arthur como símbolo milagroso de sua Nobreza e direito ao trono da Bretanha. Essa espada é raramente denominada "Excalibur". A que sim geralmente tem esse nome é a que foi dada a Arthur pela Dama do Lago. Às vezes Excalibur e a Espada na Pedra (a prova da linhagem de Arthur) são ditas ser a mesma arma, mas na maioria das versões elas são consideradas separadas.
Há uma espada que ainda hoje está cravada na pedra, que é fruto de devoção para os cristãos, e que segundo a lenda pertenceu a um italiano da Toscana, que viveu no século XII, de seu nome Galgano Guidotti, que inclusive foi a primeira pessoa a ser declarada santa por um processo formal da Igreja Católica Romana.

## Formas e etimologias

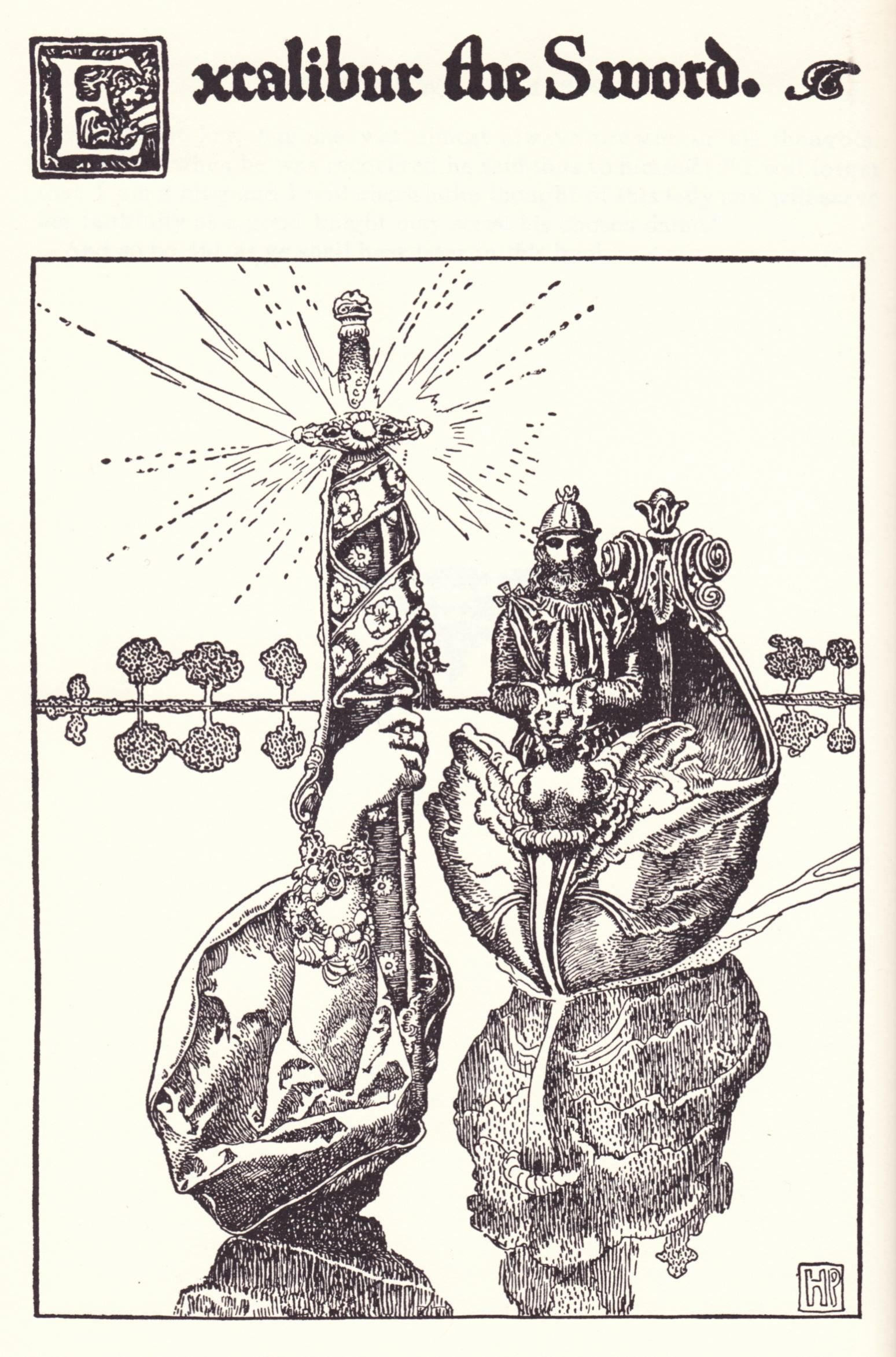
A Espada Excalibur, por Howard Pyle (1902)

O nome Excalibur vem do galês Caledfwlch (e do bretão Kaledvoulc'h, córnico médio Calesvol) que é um composto de caled "duro" e de bwlch "quebra, fenda". Caledfwlch aparece em várias obras galesas primitivas, incluindo o poema Preiddeu Annwfn (embora não seja diretamente nomeada - mas apenas aludida - aqui) e a prosa Culhwch e Olwen, um trabalho associado ao Mabinogion e escrito talvez por volta de 1100.O nome foi usado mais tarde em adaptações para o galês do material estrangeiro tal como os Bruts (crônicas), que foram baseados em Godofredo de Monmouth. É frequentemente considerado relacionado com a similar foneticamente Caladbolg, uma espada utilizada por várias figuras da mitologia irlandesa, embora um empréstimo de Caledfwlch do irlandês Caladbolg tenha sido considerado improvável por Rachel Bromwich e D. Simon Evans. Sugerem, em vez disso, que ambos os nomes "podem ter surgido de forma semelhante em uma data muito primitiva como nomes genéricos para uma espada"; Esta espada tornou-se então exclusivamente a propriedade de Arthur na tradição britânica.
Godofredo de Monmouth, em sua Historia Regum Britanniae (História dos Reis da Grã-Bretanha, c. 1136), latinizou o nome da espada de Arthur como Caliburnus (potencialmente influenciado pela soletração medieval latina calibs, do latim clássico chalybs, do grego chályps [χάλυψ ] "Aço") e afirma que foi forjado na Ilha de Avalon. A maioria dos celticistas considera que a Caliburnus de Godofredo é derivada de um texto perdido em Galês antigo em que bwlch ainda não tinha sido mudado para fwlch . Nas fontes em francês antigo isto transformou-se então Escalibor, Excalibur e finalmente o familiar Excalibur.
Geoffrey Gaimar, em seu antigo francês L'Estoire des Engles (1134-1140), menciona Arthur e sua espada: "Este Constantino era sobrinho de Artur, que tinha a espada Caliburc" ("Cil Costentin, li niès Artur, Ki out L'espée Caliburc").
No Roman de Brut, de Wace (c 1150-1155), uma tradução do francês antigo da Historia Regum Britanniae de Godofredo de Monmouth, a espada é chamada Calabrum, Callibourc, Chalabrun, e Calabrun (com soletrações alternativas como Chalabrum, Calibore, Callibor , Caliborne, Calliborc, e Escaliborc, encontrado em vários manuscritos do Brut).
No antigo francês Perceval de Chrétien de Troyes, do século XII, Gawain carrega a espada Escalibor e é afirmado, "porque no seu cinto pendia Escalibor, a espada mais fina que havia, que cortava tanto o ferro como a madeira" ("Qu'il Avoit cainte Escalibor, a meillor espee qui fust, qu'ele trenche fer come fust"). Esta afirmação foi provavelmente recolhida pelo autor do Estoire Merlin, ou Vulgate Merlin, onde o autor (que gostava de etimologias folclóricas) afirma que Escalibor "é um nome hebraico que significa em francês "corta ferro, aço e madeira; note que a palavra para "aço" aqui, achier, também significa "lâmina" ou "espada" e vem do latim medieval aciarium, um derivado de acies "afiado", assim não há nenhuma conexão direta com o latino chalybs nesta etimologia) [REVISÃO NECESSÁRIA << É necessário rever esta informação; porque sendo este artigo uma tradução do artigo inglês, esta conexão não é obvia {latim chalybs  <-> inglês steel}; mas a palavra portuguesa “aço” {em inglês, steel} deriva da mesma etimologia latina dos termos apresentados para refutar a conexão: “achier”, aciarium, e ainda acies; e assim existe de facto {e ao contrário do que sugere o artigo original e esta tradução} uma conexão direta do latim chalybs, ficando a afirmação seguinte sem sentido>>]. É desta fantasiosa reflexão etimológica que Thomas Malory teve a noção de que Excalibur significava "cortar aço" ("o nome dela", disse a dama, "é Excalibur, que é um modo para dizer,"Corta Aço").

## Excalibur e a espada na pedra

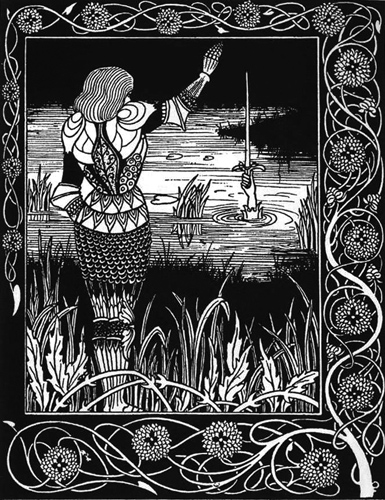
Sir Bedivere Cast the Sword Excalibur into the Water

No romance arturiano, uma série de explicações são dadas para a posse de Excalibur por Arthur. Em Merlin de Robert de Boron, Arthur obteve o trono britânico, puxando uma espada de uma pedra. (A história da espada na pedra tem uma analogia similar em algumas versões da história de Sigurd, cujo pai, Sigmund, puxa a espada Gram da árvore Barnstokkr onde ela foi cravada pelo deus nórdico Odin.) Nessa narrativa, o ato não poderia ser realizado, exceto pelo "verdadeiro rei", significando o rei divinamente nomeado ou verdadeiro herdeiro de Uther Pendragon. Esta espada é considerada por muitos ser a famosa Excalibur, e sua identidade é explicitada na posterior Prose Merlin, parte do ciclo Lancelot-Graal. Esta versão também aparece no romance arturiano de 1938, The Sword in the Stone, do autor britânico T. H. White e da adaptação da Disney. Ambos citam a linha de Thomas Malory, do século XV; "Aquele que retirar esta espada desta pedra e bigorna, é por direito rei de toda a Inglaterra." O desafio de retirar uma espada de uma pedra também aparece nas lendas arturianas de Galahad, cuja realização da tarefa indica que ele está destinado a encontrar o Santo Graal.
No entanto, no que é chamado  Ciclo Pós-Vulgata, Excalibur foi dada a Arthur pela Senhora do Lago algum tempo depois que ele começou a reinar. Ela chama a espada "Excalibur, que é como dizer como Corta aço." Na Vulgata Mort Artu, Arthur ordena Griflet para lançar a espada no lago encantado. Depois de duas tentativas fracassadas (pois sentia uma espada tão grande não deveria ser jogada fora), ele finalmente cumpre com o pedido do rei ferido e uma mão emerge do lago para pegá-la, um conto que se liga a Bedivere em Malory e na tradição inglesa. Malory registra ambas as versões da lenda em seu Le Morte d'Arthur, nomeando ambas as espadas como Excalibur.

## História
Na lenda galesa, a espada de Arthur é conhecida como Caledfwlch. Em Culhwch e Olwen, é uma das posses mais valiosas de Arthur e é usada pelo guerreiro de Arthur, Llenlleawg, o irlandês, para matar o rei irlandês Diwrnach enquanto roubava seu caldeirão mágico. A mitologia irlandesa menciona uma arma, Caladbolg, a espada de Fergus mac Róich. Caladbolg também foi conhecida por seu incrível poder e foi carregada por alguns dos maiores heróis da Irlanda. O nome, que também pode significar "fenda dura" em irlandês, aparece no plural, caladbuilc, como um termo genérico para "grandes espadas" no conto Togail Troi ("A Destruição de Troia").
Embora não nomeada como Caledfwlch, a espada de Arthur é descrita vividamente em O Sonho de Rhonabwy, um dos contos associados com o Mabinogion:
Então, eles ouviram Cadwr, Conde de Cornwall sendo convocado, e viram-no levantar-se com a espada de Arthur em sua mão, com um design de duas quimeras no punho de ouro; Quando a espada era desembainhada, o que se via nas bocas das duas quimeras era como duas chamas de fogo, tão terríveis que não era fácil para ninguém olhar. A tropa se acalmou e o alvoroço diminuiu e o conde voltou à sua tenda. (Then they heard Cadwr Earl of Cornwall being summoned, and saw him rise with Arthur's sword in his hand, with a design of two chimeras on the golden hilt; when the sword was unsheathed what was seen from the mouths of the two chimeras was like two flames of fire, so dreadful that it was not easy for anyone to look. At that the host settled and the commotion subsided, and the earl returned to his tent.)
- De The Mabinogion, traduzido por Jeffrey Gantz.
Na peça córnica Beunans Ke do final do século XV / início do século XVI, a espada de Arthur é chamada Calesvol, que é etimologicamente um cognato córnico médio exato exato do galês Caledfwlch. Não está claro se o nome foi emprestado do galês (se assim for, ele deve ter sido empréstimo antecipado, por razões fonológicas), ou representa um antigo nome pan-Britônico tradicional para a espada de Arthur.
A Historia de Godofredo é a primeira fonte não-galesa a falar da espada. Godofredo diz que a espada foi forjada em Avalon e Latiniza o nome "Caledfwlch" como Caliburnus. Quando sua influente pseudo-história chegou à Europa continental, os escritores alteraram o nome até que finalmente assumiu a forma popular Excalibur (várias grafias nos romance medievais arturianos  tradição crônica incluem: Calabrun, Calabrum, Calibourne, Callibourc, Calliborc, Calibourch , Escaliborc e Escalibor). A lenda foi expandida no Ciclo da Vulgata, também conhecido como o Ciclo Lancelot-Graal, e no Ciclo Pós-Vulgata que surgiu em seu rastro. Ambos incluíram o trabalho conhecido como Prose Merlin, mas os autores da Pós-Vulgata deixaram de fora a continuação de Merlin do ciclo anterior, optando por adicionar um relato original dos primeiros dias de Arthur, incluindo uma nova origem para Excalibur.
Em várias obras francesas antigas, como a Perceval, a História do Graal de Chrétien de Troyes e a seção da Vulgata Lancelot Proper, Excalibur é usada por Gawain, sobrinho de Arthur e um de seus melhores cavaleiros. Isto está em contraste com as versões posteriores, onde Excalibur pertence exclusivamente ao rei.

## Atributos
Em muitas versões, a lâmina de Excalibur foi gravada com frases em lados opostos: "Leve-me" e "Me afaste" (ou similar). Além disso, quando Excalibur foi puxada pela primeira vez, na primeira batalha testando a soberania de Arthur, sua lâmina cegou seus inimigos. Thomas Malory escreve: "então ele puxou sua espada Excalibur, mas ela era tão brilhante nos olhos de seus inimigos que ela iluminou como a luz de trinta tochas".
A bainha de Excalibur era dito ter poderes próprios. Perda de sangue por lesões, por exemplo, não mataria o portador. Em algumas declarações, as feridas recebidas por alguém que usava a bainha não sangravam. A bainha é roubada por Morgana le Fay em vingança pela morte de seu amado Accolon e jogada no lago, para nunca mais ser encontrada novamente.
O poeta Alfred do século XIX, Lord Tennyson, descreveu a espada em detalhes românticos completos em seu poema "Morte d'Arthur", mais tarde reescrito como "The Passing of Arthur", um dos Idílios do Rei:
Lá e puxou Excalibur,
E sobre ele, puxando-o, a lua inverno,
Iluminando as saias de uma longa nuvem, correu
E brilharam com geada contra o cabo:
Pois todo o punho cintilava com faíscas de diamante,
Miríades de luzes de topázio e trabalho de jacinto
De jóias mais sutis.